# Diplotropis rigidocarpa
Diplotropis rigidocarpa är en ärtväxtart som beskrevs av Lima. Diplotropis rigidocarpa ingår i släktet Diplotropis och familjen ärtväxter. Inga underarter finns listade i Catalogue of Life.